# Jessica Boehrs
Jessica Boehrs, född den 5 mars 1980 i Magdeburg är en tysk skådespelare och sångare.
Hon har bland annat medverkat i musikgrupperna JessVaness och Novaspace.
Hon spelade i filmen Eurotrip (2004) där hennes rollfigur Mieke är anledningen till att huvudpersonen Scott Thomas beger sig på sitt äventyr till Europa.